# تبلقو
تبلقو ((به ارمنی: Թբլղու)) یا دامغالی(ترکی آذربایجانی: Damğalı) یک منطقهٔ مسکونی در جمهوری آرتساخ است که در استان مارتاکرت واقع شده‌است.